# Mariana Klaveno
Mariana Klaveno é uma atriz estadunidense conhecida pelo papel de Lorena no seriado de televisão True Blood. Ela também estrelou o filme While the Children Sleep, relançado em DVD como The Sitter, e participou de diversos outros seriados. Cresceu em uma fazenda do estado de Washington e estudou na Universidade de Washington, em Seattle, tendo se formado em teatro. Ganhou um prêmio de melhor performance conjunta no 16th Annual Screen Actors Guild Awards, em janeiro de 2010.